# Filipp Jegorov
Filipp Jevgenijevitsj Jegorov (Russisch: Филипп Евгеньевич Егоров) (Orjol, 8 juni 1978) is een Russische bobsleeër.
In eerste instantie maakte Jegorov deel uit van het team van piloot Jevgeni Popov en eindigde daarmee als tiende op het WK 2005 in de viermansbob. Na dat WK maakte hij de overstap naar het hoger aangeslagen team van piloot Aleksandr Zoebkov.
Op de Olympische Winterspelen 2006 nam hij met Zoebkov deel in de viermansbob. Het team bestond verder uit Aleksej Vojevoda en Aleksej Selivjorstov. Na de eerste run namen zij de tweede plaats in. Deze positie wisten ze zonder al te veel problemen te behouden. In de vierde en laatste run waren ze de snelste van alle sleeën en kwamen ze nog dicht in de buurt van het goud. Uiteindelijk kwamen ze 0.13 seconden tekort om de olympische titel op te eisen en werd er beslag gelegd op de zilveren medaille.
| Logo van de Olympische Spelen | Goud | Zilver | Brons | Logo van de Olympische Spelen |
|                               | 0    | 1      | 0     |                               |